# Almaric St Amand, 1. Baron St Amand
Almaric St Amand, 1. Baron St Amand (auch Amaury St Amand; St. Amand oder St Amand Senior) (* März 1269 in Milbrook; † 29. Juli 1310) war ein englischer Adliger, Militär und Diplomat.

## Herkunft
Almaric St Amand war der zweite Sohn seines gleichnamigen Vaters Sir Almaric St Amand und dessen Frau Isabel. Sein Vater starb 1285, und nach dem kinderlosen Tod seines älteren Bruders Guy 1287 war Almaric der Erbe der umfangreichen Familienbesitzungen in Berkshire, Bedfordshire, Buckinghamshire, Surrey, Sussex, Derbyshire und Nottinghamshire. Da er jedoch noch minderjährig war, befanden sich die Besitzungen in königlicher Vormundschaftsverwaltung. Vermutlich am 21. August 1289 heiratete der junge Almaric auf Leeds Castle Marie de Picquigny, eine Tochter des französischen Adligen Jean I. de Picquigny, Vidame d’Amiens. Seine Braut war eine entfernte Cousine von Königin Eleonore. Nachdem St Amand volljährig geworden war, übernahm er die Verwaltung seines Erbes. Sein Hauptwohnsitz war wahrscheinlich in West Woodhay, der Mittelpunkt seiner Besitzungen in Berkshire. Dort ließ er anstelle der alten normannischen Burg West Woodhay Castle ein neues Wohngebäude nahe der Kirche errichten.

## Tätigkeit als Militär und Politiker
Während des Französisch-Englischen Kriegs ab 1294 wurde St Amand im Juni 1294 zur Teilnahme am Feldzug in die Gascogne aufgerufen. Dort geriet er im April 1295 zusammen mit seinem jüngeren Bruder Thomas in französische Gefangenschaft. Wahrscheinlich nach der Zahlung eines Lösegelds konnte er nach England zurückkehren. 1299 gehörte er zur englischen Gesandtschaft bei den Friedensverhandlungen mit Frankreich. Während des Ersten Schottischen Unabhängigkeitskriegs gehörte er im Juni 1300 zum englischen Heer, dass sich in Carlisle gesammelt hatte. Im Juli 1300 nahm er an der Belagerung von Caerlaverock Castle teil. 1301 gehörte er zu einem weiteren englischen Heer, das sich dieses Mal in Berwick gesammelt hatte. Ab Dezember 1299 wurde St Amand zur Teilnahme an den Parlamenten geladen, weshalb er als Baron St. Amand gilt. Während des Parlaments in Lincoln im Januar 1301 besiegelte er als Lord of Woodhay mit den Brief der Barone an Papst Bonifatius VIII., in dem sie gegen dessen Einmischung in den Schottischen Unabhängigkeitskrieg protestierten. 1305 war St Amand als Gouverneur von Bordeaux wieder in der Gascogne. Im selben Jahr diente er auch als Verwalter von Oxford Castle, weshalb er sich für den Ausbruch mehrerer Gefangener verantworten musste. Offenbar wurde er deswegen im Tower of London inhaftiert, wurde jedoch wenig später für unschuldig befunden und wieder freigelassen. Er gewann rasch wieder die Gunst von Eduard I., und nach dessen Tod 1307 stand er auch in der Gunst des neuen Königs Eduard II. Im Februar 1308 gehörte er mit vier anderen Baronen zu der Eskorte, die Eduard II. und seine Frau Isabelle de France nach deren Hochzeit in Frankreich von Dover nach London geleiteten. Kurz darauf nahm er an der Krönung des Königspaars teil. Am 22. August 1308 wurde er zur Musterung für weitere Feldzüge nach Schottland nach Carlisle und am 29. September 1309 nach Newcastle upon Tyne berufen.

## Erbe
St Amands Ehe mit Marie de Picquigny war kinderlos geblieben. Nach seinem Tod erbte sein Bruder John die Besitzungen. Da St Amand kinderlos starb, wurde sein Titel an seinen Bruder vererbt und gilt deshalb als erloschen, auch wenn sein Bruder 1313 selbst ins Parlament berufen wurde. Seine Witwe heiratete in zweiter Ehe Johny Peyvre, 1. Baron Peyvre.